# Los Reyes (Veracruz)
Los Reyes es una localidad del estado mexicano de Veracruz. Es cabecera del municipio de Los Reyes.

## Demografía
| Censo | Población |
| ----- | --------- |
| 1900  | 560       |
| 1910  | 453       |
| 1921  | 594       |
| 1930  | 437       |
| 1940  | 245       |
| 1950  | 416       |
| 1960  | 428       |
| 1970  | 576       |
| 1980  | 632       |
| 1990  | 637       |
| 1995  | 682       |
| 2000  | 754       |
| 2005  | 841       |
| 2010  | 963       |
| 2020  | 1105      |